# Nomada flavinervis
Nomada flavinervis är en biart som beskrevs av Gaspard Auguste Brullé 1832. Nomada flavinervis ingår i släktet gökbin, och familjen långtungebin. Inga underarter finns listade i Catalogue of Life.